# (10153) Goldman
Pour les articles homonymes, voir Goldman.
(10153) Goldman est un astéroïde de la ceinture principale.

## Description
(10153) Goldman est un astéroïde de la ceinture principale. Il fut découvert le 26 octobre 1994 à Sudbury par Dennis di Cicco. Il présente une orbite caractérisée par un demi-grand axe de 2,31 UA, une excentricité de 0,20 et une inclinaison de 9,3° par rapport à l'écliptique.

## Compléments